# Harri Pesonen
Harri Pesonen (ur. 6 sierpnia 1988 w Muurame) – fiński hokeista, reprezentant Finlandii, olimpijczyk.
Jego brat Jussi (ur. 1979) także został hokeistą

## Kariera
- JYP U16 (2003-2004)
- JYP U18 (2004-2006)
- JYP U20 (2006-2008)
  -  Suomi U20 (2007/2008)
  -  D Team (2008/2009, 2009/2010, 2010/2011)
- JYP (2007-2012)
- Albany Devils (2012-2014)
- New Jersey Devils (2013)
- Lausanne HC (2014-2018)
- SCL Tigers (2018-2020)
  -  HC Davos (2019)
- Mietałłurg Magnitogorsk (2020)
- Ak Bars Kazań (2020-2021)
- SCL Tigers (2021-)

Wychowanek klubu JYP, w którym rozwijał karierę w zespołach juniorskich, a  potem grał w drużynie seniorskiej. W czerwcu 2012 podpisał kontrakt z amerykańskim klubem New Jersey Devils. W jego barwach w sezonie NHL (2012/2013) rozegrał cztery spotkania w marcu 2013, a w połowie 2013 przedłużył kontrakt o rok. Poza tym przez sezony od 2012 do 2014 grał w zespole farmerskim tegoż, Albany Devils, w lidze AHL. W maju 2014 związał się ze szwajcarskim klubem. Stamtąd w kwietniu 2018 przeszedł do SCL Tigers. W tym okrasie w grudniu 2019 tymczasowo bronił barw HC Davos w Pucharze Spenglera 2019. W maju 2020 odszedł z Langnau i został zawodnikiem rosyjskiego Mietałłurga Magnitogorsk w rozgrywkach KHL, gdzie w grudniu tego roku został zwolniony. W tym samym miesiącu podpisał kontrakt z Ak Barsem Kazań w tej samej lidze. Z końcem kwietnia 2021 odszedł z klubu. W czerwcu 2021 ogłoszono jego transfer ponownie do SCL Tigers.
Uczestniczył w turniejach mistrzostw świata juniorów do lat 20 edycji 2008, seniorskich mistrzostw świata edycji 2018, 2019, 2022, zimowych igrzysk olimpijskich 2022.

## Sukcesy
Reprezentacyjne
- Złoty medal mistrzostw świata: 2019, 2022
- Złoty medal zimowych igrzysk olimpijskich: 2022

Klubowe
- Brązowy medal Jr. A SM-liiga: 2008 z JYP U20
- Złoty medal mistrzostw Finlandii: 2009, 2012 z JYP
- Srebrny medal Mestis: 2010 z D Team
- Brązowy medal mistrzostw Finlandii: 2010 z JYP
- Finał Pucharu Szwajcarii: 2016 z Lausanne HC
- Brązowy medal mistrzostw Rosji: 2021 z Ak Barsem Kazań

Indywidualne
- Jr. A SM-liiga (2007/2008):
  - Pierwsze miejsce w klasyfikacji asystentów w fazie play-off: 13 asyst
  - Pierwsze miejsce w klasyfikacji kanadyjskiej w fazie play-off: 17 punktów
  - Pierwszy skład gwiazd